# Аидоне
Аидоне (итал. Aidone) је насеље у Италији у округу Ена, региону Сицилија.
Према процени из 2011. у насељу је живело 4929 становника. Насеље се налази на надморској висини од 825 м.

## Становништво
Према резултатима пописа становништва 2011. у општини је живело 4.929 становника.
| 1931. | 1936. | 1951.  | 1961. | 1971. | 1981. | 1991. | 2001. | 2011. |
| ----- | ----- | ------ | ----- | ----- | ----- | ----- | ----- | ----- |
| 7.837 | 8.694 | 10.106 | 8.905 | 7.551 | 7.136 | 7.275 | 6.057 | 4.929 |